# Open 13 Provence 2022 - Qualificazioni singolare
Le qualificazioni del singolare del Open 13 Provence 2022 sono state un torneo di tennis preliminare per accedere alla fase finale. I vincitori dell'ultimo turno sono entrati di diritto nel tabellone principale. In caso di ritiro di uno o più giocatori aventi diritto a questi sono subentrati gli alternate, coloro che vengono ammessi al tabellone principale a causa dell'assenza di un lucky loser che possa sostituire il giocatore ritirato. 

## Teste di serie
1. Tomáš Macháč (qualificato)
2. Damir Džumhur (qualificato)
3. Roman Safiullin (qualificato)
4. Michail Kukuškin (qualificato)

1. Zizou Bergs (ultimo turno, lucky loser)
2. Flavio Cobolli (primo turno)
3. Marc-Andrea Hüsler (ultimo turno)
4. Lukáš Lacko (primo turno)

## Qualificati
1. Tomáš Macháč
2. Damir Džumhur

1. Roman Safiullin
2. Michail Kukuškin

## Lucky loser
1. Zizou Bergs

## Tabellone

### Legenda
| - Q = Qualificato - WC = Wild card - LL = Lucky loser | - ALT = Alternate - SE = Special Exempt - PR = Protected Ranking | - w/o = Walkover - r = Ritirato - d = Squalificato |

### Sezione 1
|  | Primo turno | Primo turno      | Primo turno      | Primo turno | Primo turno |  |  | Ultimo turno | Ultimo turno     | Ultimo turno     | Ultimo turno | Ultimo turno |  |
|  |             |                  |                  |             |             |  |  |              |                  |                  |              |              |  |
|  | 1           | Tomáš Macháč     | Tomáš Macháč     | 6           | 6           |  |  |              |                  |                  |              |              |  |
|  |             | Filip Horanský   | Filip Horanský   | 1           | 4           |  |  | 1            | Tomáš Macháč     | Tomáš Macháč     | 7            | 6            |  |
|  | Alt         | Andrea Arnaboldi | Andrea Arnaboldi | 7           | 6           |  |  | Alt          | Andrea Arnaboldi | Andrea Arnaboldi | 5            | 3            |  |
|  | 8           | Lukáš Lacko      | Lukáš Lacko      | 64          | 4           |  |  |              |                  |                  |              |              |  |

### Sezione 2
|  | Primo turno | Primo turno      | Primo turno | Primo turno | Primo turno |  |  | Ultimo turno | Ultimo turno  | Ultimo turno  | Ultimo turno | Ultimo turno |  |
|  |             |                  |             |             |             |  |  |              |               |               |              |              |  |
|  | 2           | Damir Džumhur    | 6           | 3           | 6           |  |  |              |               |               |              |              |  |
|  | Alt         | Matteo Martineau | 2           | 6           | 3           |  |  | 2            | Damir Džumhur | Damir Džumhur | 6            | 6            |  |
|  | Alt         | Ivan Gakhov      | Ivan Gakhov | 4           | 2           |  |  | 5            | Zizou Bergs   | Zizou Bergs   | 3            | 2            |  |
|  | 5           | Zizou Bergs      | Zizou Bergs | 6           | 6           |  |  |              |               |               |              |              |  |

### Sezione 3
|  | Primo turno | Primo turno     | Primo turno     | Primo turno | Primo turno |  |  | Ultimo turno | Ultimo turno    | Ultimo turno    | Ultimo turno | Ultimo turno |  |
|  |             |                 |                 |             |             |  |  |              |                 |                 |              |              |  |
|  | 3           | Roman Safiullin | Roman Safiullin | 6           | 6           |  |  |              |                 |                 |              |              |  |
|  |             | E Gulbis        | E Gulbis        | 3           | 4           |  |  | 3            | Roman Safiullin | Roman Safiullin | 6            | 6            |  |
|  | Alt         | Julian Lenz     | Julian Lenz     | 7           | 6           |  |  | Alt          | Julian Lenz     | Julian Lenz     | 4            | 3            |  |
|  | 6           | Flavio Cobolli  | Flavio Cobolli  | 5           | 2           |  |  |              |                 |                 |              |              |  |

### Sezione 4
|  | Primo turno | Primo turno        | Primo turno      | Primo turno | Primo turno |  |  | Ultimo turno | Ultimo turno       | Ultimo turno       | Ultimo turno | Ultimo turno |  |
|  |             |                    |                  |             |             |  |  |              |                    |                    |              |              |  |
|  | 4           | Michail Kukuškin   | Michail Kukuškin | 6           | 6           |  |  |              |                    |                    |              |              |  |
|  | WC          | Timo Legout        | Timo Legout      | 4           | 1           |  |  | 4            | Michail Kukuškin   | Michail Kukuškin   | 6            | 6            |  |
|  | WC          | Ugo Blanchet       | 1                | 7           | 2           |  |  | 7            | Marc-Andrea Hüsler | Marc-Andrea Hüsler | 4            | 4            |  |
|  | 7           | Marc-Andrea Hüsler | 6                | 67          | 6           |  |  |              |                    |                    |              |              |  |